# Гетероплазмия

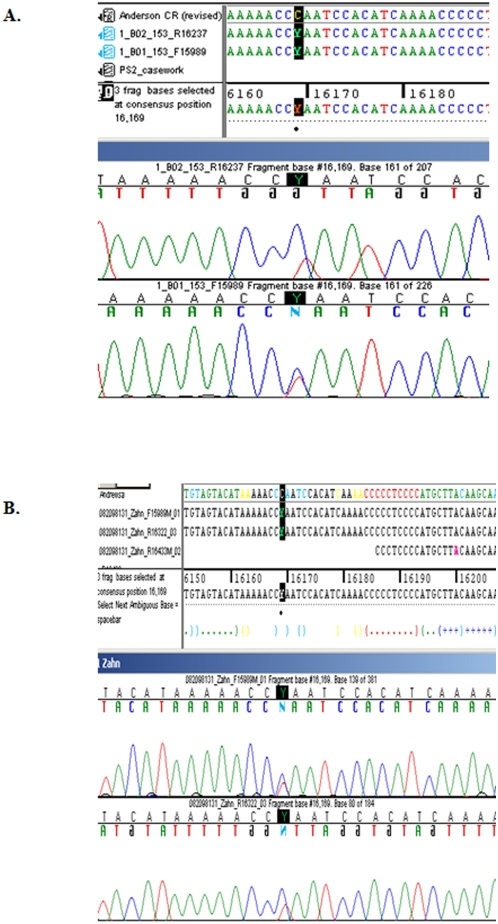
Гетероплазмия 16169 C/T у царя Николая II. Из публикации Coble et al., 2009.

Ге́тероплазми́я — различия в последовательности ДНК каких-либо органоидов (митохондрии либо пластиды) в одном и том же организме, зачастую даже в одной клетке. Источники гетероплазмии — соматические мутации, гетероплазмия в ооците, либо передача части митохондриальной ДНК по отцовской линии.
При гетероплазмии некоторые митохондрии, например, могут содержать какую-либо патологическую мутацию, а другие — нет. Эукариотические клетки содержат сотни митохондрий, мутации лишь постепенно нивелируют полезную работу «здоровых» митохондрий, и оттого митохондриальные заболевания столь разнообразны в тяжести и развитии своих проявлений. В некоторых тканях патологические мутации, напротив, могут снижаться с возрастом. Интересен случай с самой распространённой мутацией мтДНК человека, A3243G: у одних пациентов наиболее ярким её проявлением является диабет со снижением слуха (синдром MIDD), у других на первый план выходят миопатия, энцефалопатия, лактатацидоз, инсультоподобные приступы, нейропсихиатрические отклонения (синдром MELAS). Возможно, такие отличия также связаны с гетероплазмией.
Редкая гетероплазмия в позиции 16169 мтДНК послужила дополнительным доказательством того, что обнаруженные под Екатеринбургом останки действительно являются останками Николая II, поскольку такая же гетероплазмия была обнаружена при анализе останков его брата Георгия.